# Poddaństwo
Poddaństwo – rodzaj zależności w społeczeństwie feudalnym. Polegało na przymusowym świadczeniu przez chłopa na rzecz pana: daniny, robocizny i innych nakazów. Było to usankcjonowane instytucjonalnie i prawnie, pociągając za sobą represje. Poddaństwo miało charakter przymusu.
Poddaństwo pojawiło się w Polsce w XII wieku, we wszystkich trzech rodzajach. Poddaństwo sądowe dotknęło chłopa w połowie XV wieku, kiedy przyjął się zwyczaj, że chłop do występowania przed sądem królewskim potrzebował zgody swojego pana. Poddaństwo osobiste regulowała konstytucja z 1496 r. zezwalająca na opuszczenie wsi w ciągu roku tylko jednemu chłopu. Wprowadzono też zakaz zawierania małżeństw bez uzyskania przez chłopa zgody pana. Odpowiedzią chłopów na zaostrzające się poddaństwo były ucieczki ze wsi, zwane zbiegostwem.
Według tezy rozpowszechnionej w historiografii czasów PRL często poddani chłopi wliczani byli do stanu inwentarza żywego i traktowani podobnie jak bydło czy konie. Zdarzały się przypadki kupna i sprzedaży chłopów. Sprzedawano też całe rodziny chłopskie. Cena za zdrowego dorosłego poddanego chłopa oscylowała w XVIII w. od 100 do 200 złotych polskich. Zdarzały się też przypadki zamiany poddanego chłopa na konia.  
W dobie reform oświeceniowych sytuacja polskiego chłopa uległa poprawie. Za empiryczne potwierdzenie tej tezy może służyć zbiegostwo rosyjskich chłopów na terytorium Rzeczypospolitej w drugiej połowie XVIII wieku. Bez wątpienia zjawisko to jeszcze by się nasiliło, gdyby utrzymała się Ustawa Rządowa z 3 maja 1791 r. Jeden z jej punktów dawał wolność wszystkim chłopom, którzy przedostaną się na obszar Polski. Punkt ten wywołał oburzenie Katarzyny II. Carowa obawiała się, że ucieknie „do Polski większa część chłopów z Białej Rusi, a resztę by u mnie bałamucili”. Przesadność w prezentowaniu uciemiężenia chłopów w Rzeczypospolitej na tle innych krajów służyła nieraz jako argument na rzecz usprawiedliwienia rozbiorów. Sumienia cudzoziemskich pisarzy, przede wszystkim francuskich, nie nakazywały im opisywania położenia rosyjskich chłopów, które było cięższe. Wydaje się, że nie ostatnim powodem znieczulicy w tym względzie właścicieli wrażliwych skądinąd sumień było to, że wielu z nich dostawało z Petersburga hojne uposażenia.
Silnie ograniczył poddaństwo uniwersał połaniecki wydany w 1794 r. przez Tadeusza Kościuszkę. W Księstwie Warszawskim poddaństwo zniosła konstytucja z 1807 r. i dekret grudniowy. Ostatecznie poddaństwo zostało zlikwidowane w XIX wieku.

## Rodzaje poddaństwa
Wyróżnia się trzy rodzaje poddaństwa:
- Osobiste – ograniczenia swobody osobistej chłopów. Obejmowała: przywiązanie chłopów do ziemi i miejsca zamieszkania, zakaz posyłania dzieci do miasta na naukę zawodu, nakaz posyłania dzieci na służbę do dworu, nakaz najmów przymusowych. Na poddaństwo osobiste składał się podatek pogłówny (od każdego poddanego) i tzw. banalitety. Pan feudalny mógł oderwać chłopów od ziemi i przeznaczyć ich na sprzedaż lub dzierżawę.
- Gruntowe – ograniczenia w swobodzie dysponowania gruntem wynikające z pańskiej zwierzchności nad ziemią. Chłop nie mógł sprzedać i kupić ziemi bez zgody pana. W skład tego rodzaju poddaństwa wchodziła renta feudalna.
- Sądowe – podległość sądownicza (jurysdykcja patrymonialna). Skutek przejścia sądownictwa z władcy na pana feudalnego. Pan feudalny posiadał immunitet sądowy. Zyskał nieograniczone możliwości egzekwowania praw. Skazywał chłopów głównie na karę chłosty, grzywnę lub tortury. Jurysdykcja patrymonialna zastąpiła ławy sołeckie, które wcześniej stanowiły władzę sądowniczą pierwszej instancji.

## Zniesienie poddaństwa w różnych krajach
- Afganistan: 1923.
- Anglia: proces zapoczątkowany przez powstanie Wata Tylera, a zanikło do XV-XVI wieku (Elżbieta I uwalnia ostatnich chłopów w 1574 roku[5]), ale tytuły dzierżawcze (Copyhold tenure) zniesiono oficjalnie dopiero 1 stycznia 1926 roku (Law of Property Act 1925[6]).
- Austria: 1 listopada 1781[7]; (pierwszy etap; drugi etap: 1848). Reformy józefińskie.
- Cesarstwo Austrii: 7 września 1848.
- Badenia: 23 lipca 1783.
- Bawaria: 31 sierpnia 1808.
- Bhutan: oficjalnie zniesione w 1959.
- Bośnia i Hercegowina: 1918.
- Księstwo Bretanii: X wiek, panowanie Alana II.
- Bułgaria: 1858; (de iure przez Cesarstwo Osmańskie; de facto w 1880).
- Chorwacja: 8 maja 1848.
- Czechy: pierwszy etap 1780[8]; drugi etap 1848.
- Dania: 20 czerwca 1788.
- Estonia: 23 marca 1816.
- Francja: w 1779 roku poddaństwo zniósł Ludwik XVI w domenach królewskich i nakazał jego likwidację w całym kraju, mimo to przetrwało ono w prowincjach: Burgundia, Franche-Comté i Nivernais[9], do czasu jego zniesienia podczas rewolucji francuskiej 8 sierpnia 1789 roku[10].
- Gruzja: 1864-1871.
- Hanower: 1831.
- Republika Helwecka: 4 maja 1798.
- Kałmucja: 1892.
- Kurlandia: 25 sierpnia 1817.
- Liwonia: 6 marca 1819.
- Meklemburgia: październik 1807 (za skutkowało w 1820).
- Mołdawia: 1749 (reformy rolne w 1864 dokończyły procesu).
- Księstwo Nassau: 1 września 1812.
- Nepal: lata 60. XX wieku.
- Normandia: przed 1100 r, przyczynami zmian było wyludnienie księstwa po najazdach wikingów i bunt chłopów z 996 r.[11]
- Pomorze Szwedzkie: 4 lipca 1806.
- Prusy: 9 października 1807 (edykt październikowy[12]); (za skutkowała w 1811-1823), reforma była jedynym z elementów (Stein-Hardenbergsche Reformen[13]) rozciągnięta w czasie, dzięki czemu właściciele ziemscy utrzymali dominującą pozycję w państwie (sądy patrymonialne zostały zlikwidowane dopiero w Republice Weimarskiej[14]).
- Cesarstwo Rosyjskie: 19 lutego 1861; (reforma uwłaszczeniowa Aleksandra II), chłopi żyjący na ziemiach państwowych zostali wyemancypowani w 1866.
- Sabaudia: 19 grudnia 1771.
- Saksonia: 17 marca 1832.
- Serbia: 1804 (de facto, de iure w 1830).
- Szkocja: zanikło pod koniec XIV wieku, ale w przemyśle wydobywczym soli i węgla przetrwał rodzaj pańszczyzny do czasu ustawy (Colliers Act 1799)[15].
- Szlezwik-Holsztyn: 19 grudnia 1804.
- Tonga: 1862.
- Tybet: 28 marca 1959.
- Księstwo Warszawskie: 21 grudnia 1807[16]. Dekret grudniowy.
- Węgry: 11 kwietnia 1848 (po raz pierwszy), 2 maja 1853 (po raz drugi).
- Wirtembergia: 18 listopada 1817.
- Wołoszczyzna: 1746 (reformy rolne w 1864 dokończyły proces).